# 遠東控股
遠東控股國際有限公司（前稱遠東科技國際有限公司，港交所：036）為著名的邱德根家族旗下的企業集團，早於1973年於香港聯合交易所主板上市。他們作為投資控股公司，旗下附屬公司及聯營公司活躍於不同地區，從事不同的業務範疇，包括資訊科技、媒體、製造及金融服務。
他們着眼於在大中華地區物色投資機會，以為股東及社會大眾創造利益為核心理念。他們在大中華地區擁有龐大網絡，並具重要業務範疇的專門知識，是以能為旗下的公司提供獨到的投資見解及價值為本的策略。
2007年，遠東科技於易名為遠東控股。
現時，邱德根家族已再無持有遠東控股的股權。

## 外部連結
- 遠東控股 （页面存档备份，存于）